# Chevregny
Chevregny è un comune francese di 191 abitanti situato nel dipartimento dell'Aisne della regione dell'Alta Francia.

## Storia

### Simboli
Lo stemma è stato adottato il 21 novembre 2024.
Il villaggio è documentato per la prima volta nel 893 quando il re franco Oddone (888-898) ne fa dono all'abbazia di San Medardo di Soissons, per questo nello stemma comunale è rappresentata l'aquila, attributo di san Medardo. La croce di Malta ricorda i possedimenti degli Ospitalieri di San Giovanni di Gerusalemme in questa località. La capra (in francese chèvre) è un'arma parlante poiché il nome latino di Chevrigny Capriniacum in pago Laudunensi designa un luogo dove si allevavano capre.

## Società

### Evoluzione demografica
Abitanti censiti